# Desargues-tétel

Példa a projektív Desargues-tételre

A Desargues-tétel a projektív geometria egy fontos tétele. Kimondja, hogy ha két háromszög egy pontra nézve perspektív, akkor egy egyenesre nézve is perspektív és viszont.
Részletezve: Két háromszögről akkor mondjuk, hogy centrális (pontra vonatkozó) perspektívában vannak, ha a megfelelő pontjaikat összekötő egyenesek egy pontban (centrum) találkoznak. Hasonlóan akkor mondjuk, hogy axiálisan (egyenesre vonatkozóan) perspektív két háromszög, ha megfelelő oldalaik metszéspontja egy egyenesen (tengely, axis) sorakoznak. Desargues szóban forgó tétele szerint a háromszögek (vagy bármilyen síkidomok) csak egyszerre lehetnek centrálisan és axiálisan perspektívek.
A tétel érdekessége, hogy minden legalább háromdimenziós térben teljesül, de nem minden véges projektív síkban bizonyítható. Pontosabban, bizonyíthatóságának ekvivalens feltétele az adott projektív tér testre építettsége.

## Változatai
A kis Desargues-tétel csak arra az esetre követeli meg az állítás teljesülését, ha a perspektivitás centruma a perspektivitás tengelyére esik.
A tétel affin alakja megköveteli, hogy a megfelelő pontokat összekötő egyenesek egy pontban messék egymást, és a háromszögek három oldalpárja közül kettő párhuzamos legyen. Ekkor a harmadik oldalpár is párhuzamos.
A kis affin Desargues-tétel még azt is felteszi, hogy a megfelelő összekötő egyenesek párhuzamosak.

## Tulajdonságai
Affin terekben a tétel csak bizonyos megkötésekkel teljesül, amik magukban foglalják a párhuzamosságot. Így a Desargues-tétel egyike azoknak az alapvető, egyszerű és intuitív tételeknek, amik természetes otthona a projektív tér.
A perspektív tulajdonságok megfogalmazása miatt az egyenesre nézve perspektív és a pontra nézve perspektív tulajdonságok duálisak. Ezzel az őket kölcsönösen összekapcsoló Desargues-tétel önduális.

## Alkalmazásai
Mivel ekvivalens azzal, hogy az adott projektív tér testtel van koordinátázva, ezért segít belátni, hogy a kettőnél magasabb dimenziós projektív terek mind koordinátázhatók valamelyik testtel. Azonban nem minden síkra teljesül, ezért vannak véges projektív síkok, amik nem koordinátázhatók testtel. Ilyenek például a Moulton-síkok. A koordinátázás speciális típusú gyűrűkkel, a ternér gyűrűkkel oldható meg.
Az illeszkedésgeometriai értelemben vett affin vagy projektív sík akkor és csak akkor affin vagy projektív sík lineáris algebrai értelemben is, ha teljesül rá a tétel. Ezek a síkok leírhatók ferdetest fölötti két- vagy háromdimenziós vektortérként is.
Azok az affin síkok, ahol teljesül a kis Desargues-tétel, affin transzlációsíkok. Ezek párhuzamos eltolásaikkal írhatók le. Azok a projektív síkok, ahol a kis Desargues-tétel teljesül, Moufang-síkok. Mivel egy egyenes elhagyásával affin transzlációsík marad belőlük, azért az affin transzlációsíkokhoz hasonló struktúrák vannak rajtuk. Viszont az affin transzlációsíkokat bővítve nem kaphatunk mindig Moufang-síkot.
Mivel nem minden síkra teljesül, ezért hozzájárult ahhoz, hogy a projektív és affin síkok intenzív kutatások tárgyává váljanak.

### Véges síkok
Az affin síkok rendje az egy egyenesükön levő pontok száma. Véges Desargues-síkok rendje mindig prímhatvány, hiszen testtel koordinátázhatók, és ekkor automatikusan teljesül a Papposz-tétel is. A legkisebb nem desargues-i síkok 9 rendűek, és minden eddig ismert projektív és affin sík rendje prímhatvány. Nehéz, fontos, érdekes és megoldatlan kérdés, hogy léteznek-e más síkok is. Még azt sem tudjuk, hogy nincs-e olyan prímszám, amihez lenne nem testre épített sík.
A Bruck-Ryser-Chowla-tétel kizár egyes rendeket: nincs projektív, vagy affin sík n = 6, 14, 21, 22, 30, 33, 42, 46, ... rendre. Ugyanis a tétel szerint, ha n néggyel osztva 1-et vagy 2-t ad maradékul, nem állítható elő két négyzet összegeként és nem prímhatvány, akkor ilyen sík nem létezhet.
Bár a 10 nem tartozik ezek közé a számok közé, mégis tudjuk, hogy nincsenek ilyen rendű síkok. Ezt egy kimerítő számítógépes vizsgálat mutatta meg. Viszont nincsenek kizárva a 12, 15, 18, 20, 24,.... számok, amikre nem teljesül a Bruck-Ryser-Chowla-tétel előfeltétele.

### Desargues-konfiguráció

A Desargues-konfiguráció, mint két egymásba írt ötszög.

A nem-Desargues (10_{3}10_{3}) konfigurációk is tekinthetők egymásba írt ötszögeknek.

Menjen át a D ponton a c1, c2 és c3 egyenes. Ezeken az egyeneseken vegyük fel rendre az A1, az A2 és az A3 pontokat, valamint a B1, a B2 és a B3 pontokat. Legyen a C3 pont az A1A2 és a B1B2 egyenes metszéspontja, a C2 az A2A3 és a B2B3 egyenesé, valamint a C1 az A1A3 és a B1B3 egyeneseké.
Ha C1, C2 és C3 egy egyenesre esik, akkor ezek a pontok és egyenesek Desargues-féle konfigurációt alkotnak. Ha ez a szerkesztés minden esetben Desargues-konfigurációt ad, akkor a síkon teljesül a Desargues-tétel.
A projektív Desargues-konfiguráció jelölése (103103), ami azt jelenti, hogy van benne tíz egyenes, tíz pont, és minden egyenesre három pont, és minden pontra három egyenes illeszkedik. Ez a tíz pont tekinthető két egymásba írt ötszögnek, vagy egy önmagába írt tízszögnek. (Hilbert and Cohn-Vossen 1952) Akkor mondjuk, hogy két sokszög egymásba van írva, ha az egyik csúcsai a másik oldalegyeneseire illeszkednek, és viszont. A konfiguráció Levi-gráfja a 20 csúcsú, 3-reguláris, szimmetrikus páros Desargues-gráf, ahol a csúcsok a konfiguráció pontja és egyenesei, az élek pedig az illeszkedési relációnak felelnek meg.
Ezen kívül még nyolc más (103103)-konfiguráció létezik, amik nem illeszkedés-izomorfak a Desargues-konfigurációval. Ezekben a konfigurációkban minden ponthoz van három másik pont, amik nem esnek vele egy egyenesre, és háromszöget alkotnak, míg a Desargues-konfigurációkban ezek mindig egy egyenesre illeszkednek. Ezek is tekinthetők egymásba írt ötszögeknek.

## Bizonyítása
A tétel bizonyításához legalább három dimenzióra van szükség.
Legyen a két háromszög {\displaystyle ABC} és {\displaystyle A'B'C'} az {\displaystyle O} pontra perspektív, és tegyük fel, hogy nincsenek egy síkban. Ekkor az {\displaystyle AA',BB',CC'} mind átmennek az {\displaystyle O} ponton. Ekkor az  {\displaystyle A}, {\displaystyle B}, {\displaystyle A'}, {\displaystyle B'}, {\displaystyle O} pontok egy síkba esnek, vagyis az {\displaystyle AB} és {\displaystyle A'B'} egyeneseknek van meteszéspontja. Ennek a metszéspontnak benne kell lennie az {\displaystyle ABC} és az {\displaystyle A'B'C'} síkban is, tehát azok metszésvonalán van (ha a síkok párhuzamosak, ez az ideális egyenes). Hasonlóan a {\displaystyle BC\cap B'C'} és {\displaystyle CA\cap C'A'} pontok is rajta vannak az {\displaystyle ABC} és az {\displaystyle A'B'C'} síkok metszésvonalán, így a három pont egy egyenesre esik.
Ha a két háromszög egy síkban van, akkor legyen az {\displaystyle AA'}, {\displaystyle BB'}, {\displaystyle CC'} egyenesek metszéspontja az {\displaystyle O} pont, az {\displaystyle ABC} és az {\displaystyle A'B'C'} háromszögek síkja pedig a {\displaystyle \Sigma } sík. Vegyük fel az {\displaystyle A_{1},A_{2}} pontokat a {\displaystyle \Sigma } síkon kívül a következőképpen: {\displaystyle AA_{1}} és {\displaystyle A'A_{2}} merőlegesek a {\displaystyle \Sigma } síkra és {\displaystyle O} rajta van az {\displaystyle A_{1}A_{2}} egyensen. Ekkor az {\displaystyle A_{1}BC} és {\displaystyle A_{2}B'C'} háromszögek nincsenek egy síkban, hiszen, ha egy síkba esnének, akkor mind a hat pont rajta lenne a {\displaystyle B'BC} síkján, de az a {\displaystyle \Sigma } sík, ami definíció szerint nem tartalmazza az {\displaystyle A_{1},A_{2}} pontokat. Ekkor, ha az {\displaystyle A_{1}BC} és {\displaystyle A_{2}B'C'} háromszögekre elvégezzük a Desargues-tétel szerkesztésének lépéseit, és közben minden lépést a {\displaystyle \Sigma } síkra merőlegesen vetítünk, akkor a {\displaystyle \Sigma } síkon pontosan az {\displaystyle ABC} és az {\displaystyle A'B'C'} háromszögekre jelennek meg a Desargues-tétel lépései, és a végén, mivel a merőleges vetítés egyenestartó, az {\displaystyle AB\cap A'B'}, {\displaystyle BC\cap B'C'} és {\displaystyle CA\cap C'A'} pontok egy egyenesre fognak esni.
A tétel második fele duálisan bizonyítható.
Vannak síkok, ahol a tétel nem igaz, ezért nem is bizonyítható. A síkbeli Desargues-tétel bizonyításához újabb feltételek kellenek. Hessenberg a Papposz-tétel háromszori alkalmazásával látta be 1905-ben. (Coxeter 1969, 14.3).